# 満洲国尚書府
満洲国尚書府（まんしゅうこくしょうしょふ）は、満洲国の皇帝直隷機関。日本における内大臣府に相当する。

## 概要
御璽・国璽を保管し、詔勅・勅書その他の宮廷の文書に関する事務などを所管した機関で、尚書府大臣以下、数名の職員が置かれていた。

## 歴代尚書府大臣
1. 郭宗熙
2. 袁金鎧
3. 吉興